# Dálnice A13 (Německo)
Dálnice A13, německy Bundesautobahn 13 (zkratka BAB 13), zkráceně Autobahn 13 (zkratka A13), je dálnice na východě Německa. Měří 196 km. Spojuje Berlín a Drážďany. Zde se napojuje na dálnici A4 vedoucí na západ Německa.
Dálnice byla vybudována jako první z německých dálnic v 30. letech 20. století. V první dekádě 21. století prošla rekonstrukcí a modernizací, byly např. dobudovány chybějící odstavné pruhy. Jedna z částí dálnice mohla až do roku 1990 sloužit pro přistávání letadel (neboť) středový pás byl v jednom rovném úseku vybetonován.